# Wasabi flash
«Wasabi flash» es un tema instrumental compuesto en 1995 por el músico argentino Luis Alberto Spinetta e interpretado por la banda Spinetta y los Socios del Desierto en el álbum homónimo (CD2) de 1997, primero de la banda y 25º en el que tiene participación decisiva Spinetta. Spinetta y los Socios del Desierto fue un trío integrado por Marcelo Torres (bajo), Daniel Wirtz (batería) y Luis Alberto Spinetta (guitarra y voz).

## Contexto
El tema pertenece al álbum doble Spinetta y los Socios del Desierto, el primero de los cuatro álbumes de la banda homónima, integrada por Luis Alberto Spinetta (voz y guitarra), Marcelo Torres (bajo) y Daniel Wirtz (batería). El trío había sido formada en 1994 a iniciativa de Spinetta, con el fin de volver a sus raíces roqueras, con una banda de garage. Los Socios ganaron una amplia popularidad, realizando conciertos multitudinarios en Argentina y Chile.
El álbum doble Spinetta y los Socios del Desierto ha sido considerado como una "cumbre" de la última etapa creativa de Luis Alberto Spinetta. El álbum fue grabado en 1995, pero recién pudo ser editado en 1997, debido a la negativa de las principales compañías discográficas, a aceptar las condiciones artísticas y económicas que exigía Spinetta, lo que lo llevó a una fuerte confrontación pública con las mismas y algunos medios de prensa.
El disco coincide con un momento del mundo caracterizado por el auge de la globalización y las atrocidades de la Guerra de Bosnia -sobre la cual el álbum incluye un tema-. En Argentina coincide con un momento de profundo cambio social, con la aparición de la desocupación de masas -luego de más de medio siglo sin conocer el fenómeno, la criminalidad -casi inexistente hasta ese momento-, la desaparición de la famosa clase media argentina y la aparición de una sociedad fracturada, con un enorme sector precario y marginado, que fue la contracara del pequeño sector beneficiado que se autodenominó como los "ricos y famosos".

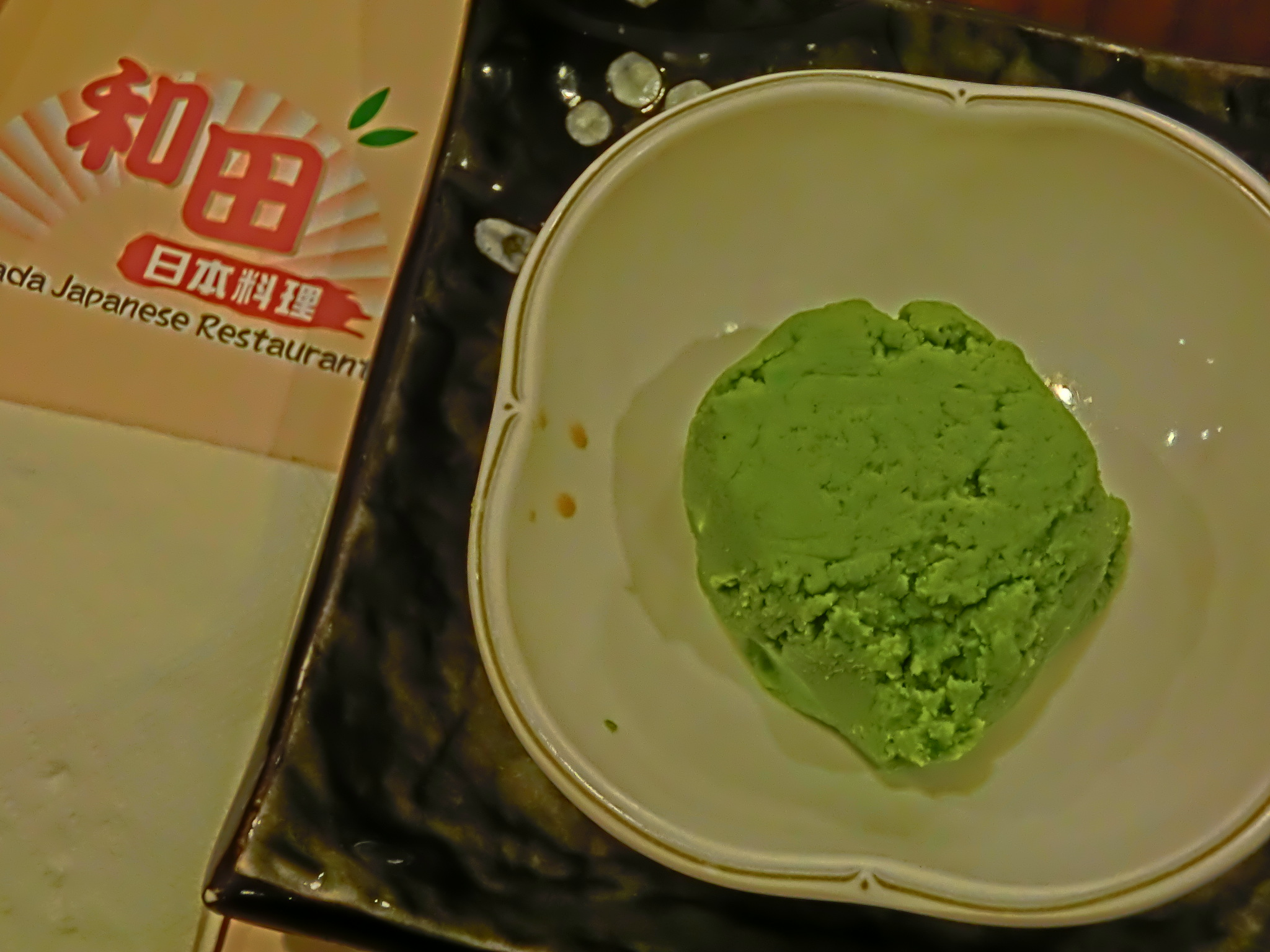
Wasabi: Spinetta era un apasionado de las culturas orientales y de la gastronomía japonesa en particular.

## El tema
Es el octavo track del Disco 2 del álbum doble. Se trata de un tema instrumental, una zapada (improvisación roquera) sobre la base musical de "Cuenta en el sol", del cual toma también el riff. La zapada acentúa aún más el poder eléctrico del tema original y contiene varios solos de Spinetta.
El título de la canción alude al wasabi, un poderoso picante japonés, combinado con la palabra flash, característica del lenguaje de la drogas, para expresar tanto el poder, como la entrega espiritual y el efecto físico que genera la versión, generando una comparación humorística con la música psicodélica. Spinetta era un apasionado de la cultura japonesa y las culturas orientales en general, y de la gastronomía japonesa. Concurría frecuentemente al restaurante Yuki del barrio de San Cristóbal -donde se exhibe una imagen suya-, disfrutaba de comprar especias en el barrio chino de Belgrano, cerca de su casa, y él mismo preparaba su propio sushi o sashimi.
Cuando la banda presentó su primer álbum, Spinetta bromeó sobre su estilo crudo y directo comparándolo con su reciente acercamiento al sushi:

Fue mi acercamiento a la comida japonesa, al sushi, donde se sirve pescado crudo. Quería esa crudeza. Estoy muy orgulloso de este trío, que me hace sentir más pendejo para encarar esta música.
Luis Alberto Spinetta